# شيلبي يندلي
شيلبي يندلي (بالإنجليزية: Shelby Lindley)‏ هي ممثلة أمريكية، ولدت في 12 سبتمبر 1986 في سانتا مونيكا في الولايات المتحدة.

## وصلات خارجية
- الموقع الرسمي
- شيلبي يندلي على موقع IMDb (الإنجليزية)
- شيلبي يندلي على موقع قاعدة بيانات الفيلم (الإنجليزية)
- شيلبي يندلي على موقع كينوبويسك (الروسية)
- شيلبي يندلي على موقع ANN person (الإنجليزية)